# Сокур, Пётр Трофимович
Пётр Трофимович Сокур (25 сентября 1911, село Демковка, Подольская губерния — 11 октября 1987, село Брынь, Калужская область) — советский офицер, один из первых Героев Советского Союза в Великую Отечественную войну.

## Биография
Родился в крестьянской семье. Окончил сельскую школу, затем — Нежинский учительский институт. Работал учителем естествознания и директором Козинецкой неполной средней школы (Тростянецкий район).
В Красной Армии с 1939 года. Участник советско-финской войны 1939—1940 годов.
С первого дня Великой Отечественной войны участвовал в боях. В ночном бою 1 июля 1941 года , будучи красноармейцем 335-го стрелкового полка (8-я стрелковая бригада, Ленинградский фронт), действуя в дозоре на полуострове Ханко, отразил атаку противника, уничтожил 13 вражеских солдат и трёх взял в плен. Звание Героя Советского Союза ему было присвоено Указом Президиума Верховного Совета СССР от 13 августа 1941 года. В 1941 году вступил в ВКП(б).
С сентября 1941 по январь 1943 года участвовал в обороне Ленинграда. Снайпер — уничтожил 32 фашиста, за что награждён орденом Отечественной войны I степени.
3 января 1943 года получил контузию близ Колпино, под Ленинградом. После лечения был направлен на офицерские курсы, по окончании которых служил военкомом в Лопасненском РВК. В 1945 году окончил Высшие курсы усовершенствования офицерского состава.
В последующем — военком Духовщинского (Смоленская область) и Куйбышевского (Калужская область) районных военкоматов.
В 1953 году в звании капитана уволен в запас по болезни. Жил в селе Брынь Думиничского района (Калужская область), преподавал в местной школе. В 1954—1959 — председатель Брынского сельского совета. С 1959 года — персональный пенсионер союзного значения.

Могила Петра Сокура в Брыни

## Награды
- Медаль «Золотая Звезда» Героя Советского Союза (13.8.1941, № 526);
- орден Ленина;
- орден Отечественной войны I степени;
- медали.